# Siétamo
Siétamo – gmina w Hiszpanii, w prowincji Huesca, w Aragonii, o powierzchni 48,98 km². W 2011 roku gmina liczyła 650 mieszkańców.